# Mistrovství světa juniorů v biatlonu 2018
Mistrovství světa juniorů v biatlonu 2018 se konalo od 26. února do 4. března 2018 v estonském Otepää. Na programu bylo celkem 16 závodů: štafety, závody ve sprintech, stíhací závody a vytrvalostní závody – vše zvlášť pro muže a ženy, juniory/juniorky a dorostence/dorostenky.

## Stupně vítězů českých reprezentantů

### Individuální
| Umístění | Reprezentant     | Disciplína    | Kategorie  | Datum          |
| -------- | ---------------- | ------------- | ---------- | -------------- |
| bronz    | Vítězslav Hornig | sprint        | dorostenci | 2. března 2018 |
| stříbro  | Markéta Davidová | sprint        | juniorky   | 3. března 2018 |
| zlato    | Markéta Davidová | stíhací závod | juniorky   | 4. března 2018 |

### Kolektivní
| Umístění | Reprezentanti                                 | Disciplína | Kategorie  | Datum          |
| -------- | --------------------------------------------- | ---------- | ---------- | -------------- |
| stříbro  | Vítězslav Hornig Tomáš Mikyska Mikuláš Karlík | štafeta    | dorostenci | 28. února 2018 |